# Плиссы (Псковская область)
Плиссы — деревня в Невельском районе Псковской области России. Входит в состав Плисской волости.

## География
Расположена на северо-западном побережье Невельского озера, на юго-западной границе райцентра, города Невель.

## Население
| 2001 | 2002 | 2010 |
| ---- | ---- | ---- |
| 290  | ↘272 | ↗310 |

Численность населения деревни по оценке на начало 2001 года составляла 290 человек.

## История
С января 1995 до декабря 2005 года деревня была административным центром Плисской волости, перенесённый затем в город Невель.

## Персоналии
- Вилинбахов, Иван Афанасьевич— русский военачальник, полковник, герой Бородинской битвы, командир Несвижского карабинерного полка.